# Quinto Tineyo Rufo
Quinto Tineyo Rufo (en latín Quintus Tineius Rufus) (c. 90 - apróx 132), fue un senador romano, que desarrolló su carrera política bajo los imperios de Trajano y Adriano.

## Carrera
Su primer cargo conocido fue el de gobernador de la provincia de Tracia entre 124 y 126; después fue nombrado cónsul suffectus entre mayo y septiembre 127, para terminar siendo gobernador de Judea en la época en la que estalló la tercera guerra judeo-romana o Rebelión de Bar Kojba.

## Matrimonio y descendencia
Se casó con una mujer cuya identidad es desconocida y que le dio un hijo llamado Quinto Tineyo Sacerdote Clemente, quien llegó a ser cónsul ordinario en 158, bajo Antonino Pío. Sus nietos fueron  Quinto Tineyo Rufo, consul ordinarius en 182, bajo Cómodo, Quinto Tineyo Sacerdote, consul suffectus en 192, bajo Cómodo, y consul ordinarius en 219, bajo Heliogábalo, y Quinto Tineyo Clemente consul ordinarius en 195, bajo Septimio Severo.